# Mouzon (Ardenas)
Mouzon es una comuna nueva francesa situada en el departamento de Ardenas, de la región de Gran Este.

## Historia
Fue creada el uno de enero de 2016, en aplicación de una resolución del prefecto de Ardenas de 27 de septiembre de 2015 con la unión de las comunas de Amblimont y Mouzon, pasando a estar el ayuntamiento en la antigua comuna de Mouzon.

## Demografía
| Gráfica de evolución demográfica de Mouzon (Ardenas) entre 1800 y 2014 |
|                                                                        |

Los datos entre 1800 y 2014 son el resultado de sumar los parciales de las dos comunas que forman la nueva comuna de Mouzon, cuyos datos se han cogido de 1800 a 1999, para las comunas de Amblimont y Mouzon de la página francesa EHESS/Cassini. Los demás datos se han cogido de la página del INSEE.

## Composición
| Comuna delegada | Código INSEE | Población (2013) | Superficie (km²) | Densidad (hab./km²) |
| --------------- | ------------ | ---------------- | ---------------- | ------------------- |
| Amblimont       | 08009        | 192              | 7.4              | 26                  |
| Mouzon          | 08311        | 2202             | 34.43            | 64                  |